# Philenoptera pallescens
Philenoptera pallescens là một loài thực vật có hoa trong họ Đậu. Loài này được (Welw. ex Baker) Schrire mô tả khoa học đầu tiên năm 2000.